# James Douglas (1617-1645)
James Douglas (1617-1645) est un noble et un soldat écossais.

## Biographie
Il est né à Douglas Castle, fils de William Douglas, premier marquis de Douglas, et de son épouse, Margaret Hamilton, fille de Claud Hamilton, 1er lord Paisley.
Douglas est envoyé très jeune à la cour de Louis XIII, où il sert le roi en tant que page, faisant partie de la Maison du Roi.
À l'âge de vingt ans, il est nommé colonel du Scots Regiment (l'une des cinq unités écossaises au service français de cette période), le premier des trois frères à le faire.

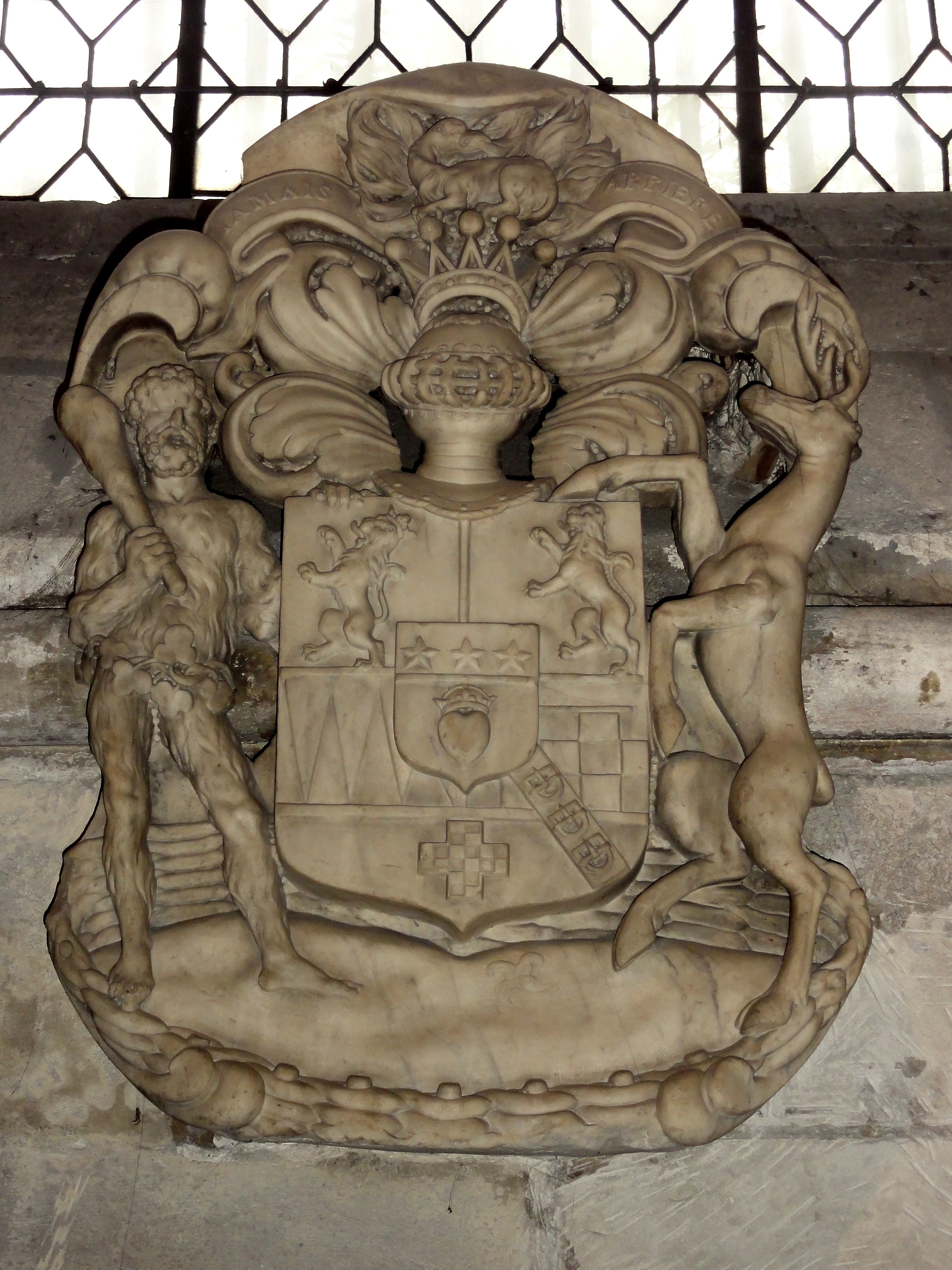
Armoiries de James Douglas, abbaye de Saint-Germain-des-Prés

Le régiment écossais est levé, comme son nom l'indique, en Écosse en 1625, et avait combattu en Suède au début de la Guerre de Trente Ans ; il est revenu en Écosse comme le « régiment royal d'infanterie » en 1633. En 1635, le régiment est lié au roi Louis, « en tout service sauf contre le roi de Grande-Bretagne ». À l'origine, il est commandé par sir John Hepburn, qui est tué au siège de Saverne en 1636 ; son neveu, sir James Hepburn, en prend possession, mais il est tué au combat l'année suivante. Douglas est nommé nouveau colonel et le nom du corps est changé pour le « régiment de Douglas » et le nombre augmente à vingt compagnies de 100 Écossais.
Le régiment combat avec distinction, sous Douglas, parfois sous le commandement ultime d'Henri de la Tour d'Auvergne, le vicomte de Turenne. Douglas est blessé en août 1645 et reçoit une lettre de sympathie du cardinal Mazarin. Il est tué lors d'une escarmouche sur la route entre Arras et Douai le 21 octobre 1645, alors qu'il cherche à prendre cette dernière ville des Habsbourg. Selon Fraser, Louis XIV avait exprimé le souhait d'élever Douglas au rang de maréchal, le jour même de son décès, bien que cette nomination n'ait jamais été faite .
Le corps de Douglas est ramené à Paris et inhumé à l'Abbaye de Saint-Germain-des-Prés, aux côtés d'autres membres de sa famille, dont William Douglas, 10e comte d’Angus (en), son grand-père. Un beau mémorial est érigé à sa mémoire dans la chapelle de Sainte-Thérèse, au sein de l'église abbatiale.
Douglas est remplacé comme colonel par son frère aîné, Archibald Douglas, premier comte d’Ormond. Le « régiment de Douglas » revient au service britannique en 1662 et, en 1812, il prend le nom sous lequel il est le plus connu : The Royal Scots.

## Sources
- Regiments.org Chronologies et colonels de la Royal Scots
- Balfour Paul, Sir James . Scots Peerage Vol I. Edimbourg 1907
- Fraser, sir William Fraser . Le livre Douglas IV Vols. Edimbourg 1885.
- Maxwell, monsieur Herbert . Une histoire de la maison de Douglas . Londres 1902
- Steve Murdoch et Alexia Grosjean, Alexander Leslie et les généraux écossais de la guerre de trente ans, 1618-1648 (Londres, 2014)